# 第戎歌劇院

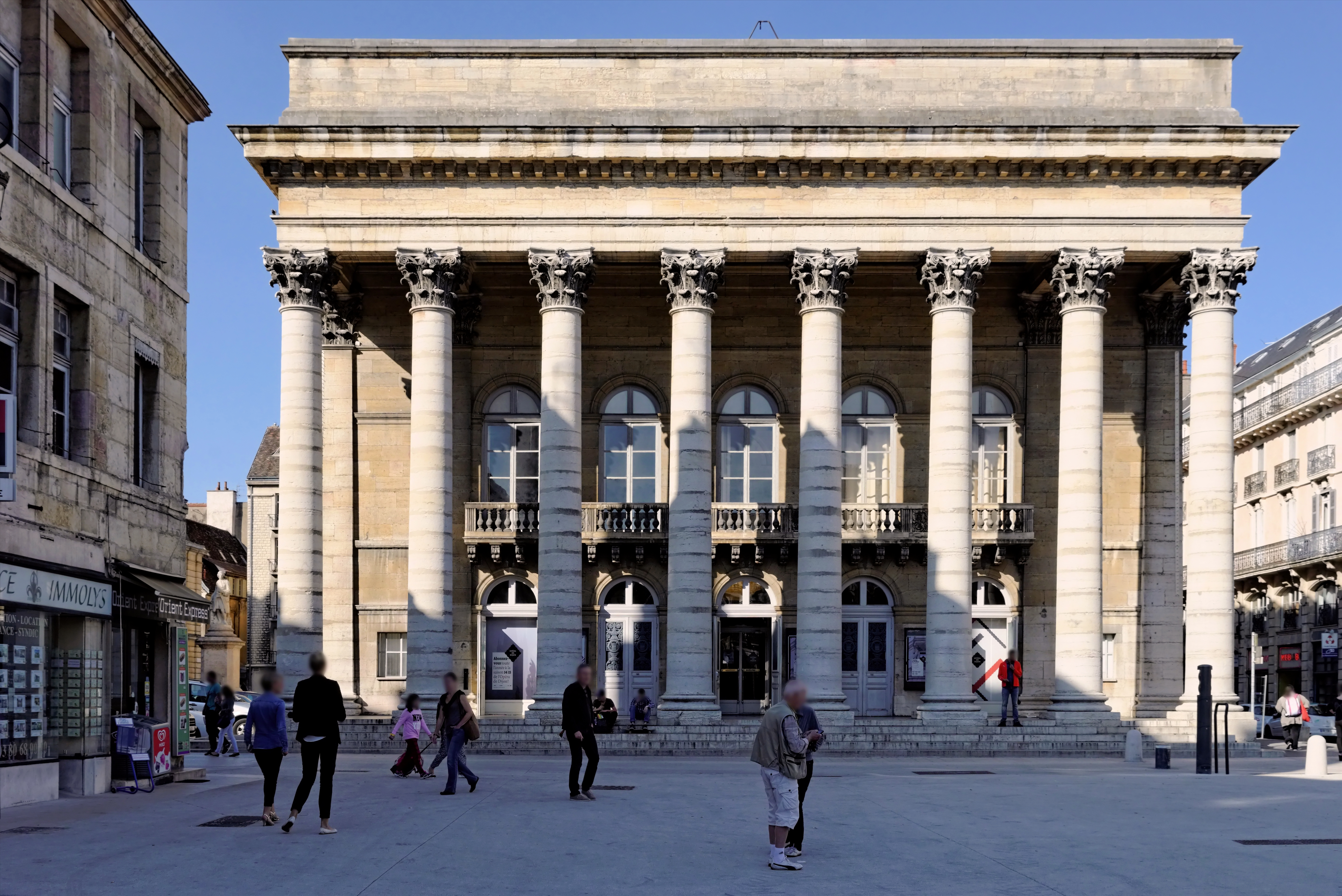
第戎歌劇院

第戎歌劇院（法語：Opéra de Dijon）是位於法國城市第戎的一座歌劇院。第戎歌劇院是第戎歌劇團主要的演出機構。除了歌劇之外，第戎歌劇院還經常上演芭蕾和古典音樂 。

## 外部連結
- 官方网站
- Images of the interiors of the Grand Théâtre de Dijon and the Auditorium de Dijon.